# Alberto Félix
Alberto Carlos Félix da Silva ou simplesmente Alberto Félix (Santa Rita, 31 de outubro de 1966) é um treinador e ex-futebolista brasileiro, que atuava como meio-campo. Atualmente é treinador do Linense.

## Carreira

### Jogador
Alberto Félix iniciou a carreira de jogador pelo Fluminense em 1986.
Passou por diversos clubes, como Vitória, América-SP, Ituano, Internacional e Bragantino, aonde chegou a Seleção Brasileira, chegando a atuar às vésperas da Copa de 1994 e ser cotado para a convocação final.
Depois de deixar o Bragantino, Alberto atuou ainda pelo Remo, retornou ao clube anterior e defendeu as cores do Cruzeiro, Guarani e Portuguesa Santista.
Ainda teve passagem pelo América Mineiro e Londrina, seu último clube como jogador pelo qual encerrou sua carreira, em 2004.

### Treinador
Após se retirar dos campos, formou-se em Gestão Desportiva pela Uniban, no qual fez, intercâmbios e estágios, até dar início a sua carreira de treinador, no Penapolense, em 2011.
Em 2012, recebeu um convite do Atibaia, para comandar o elenco principal e em 2013, também comandou a equipe sub-20. Deixando o clube no dia 1 de setembro, por motivos particulares.
Em 2014, Alberto foi contratado pelo Taubaté para ser técnico da equipe na disputa da Copa Paulista. Porém, sua passagem durou apenas uma partida. Ele pediu demissão após a equipe ter sido derrotada pelo São Bernardo por 3–0.
Em 21 de setembro de 2017, foi contratado pelo Taubaté para a temporada de 2018. Foi demitido em fevereiro de 2018 após 3 derrotas seguidas sendo a última por goleada.
Em 2018, treinou o Noroeste. Em abril de 2018, deixou o clube, após a eliminação na Série A3 nas quartas de final para o Atibaia. Comandou o clube em 13 partidas, com quatro vitórias, seis empates e três derrotas, com 22 gols marcados e 13 sofridos.
Em janeiro de 2020, assume a Penapolense.
Em 2021, comandou o Rio Claro na campanha do terceiro lugar do Campeonato Paulista da Série A2, parando na semifinal para o Água Santa.
Depois de uma passagem pelo Atibaia, retornou ao Rio Claro em fevereiro de 2022. Bateu na trave novamente em busca do acesso para a A1, parando na semifinal para a campeã Portuguesa. No clube, atingiu 54,4% de aproveitamento, com somente cinco derrotas em 30 partidas. Deixou o clube em junho de 2022.
Em outubro de 2022, assume o Velo Clube para a disputa do Campeonato Paulista da Série A2 de 2023. Em sua campanha, foi eliminado pelo Noroeste nas quartas de final.
Em agosto de 2023, assume o Linense como técnico para a Série A2 do Campeonato Paulista de 2024.

## Títulos
Fluminense
- Copa Kirin: 1987

Vitória
- Campeonato Baiano: 1989

Remo
- Campeonato Paraense: 1994

América Mineiro
- Campeonato Brasileiro de Futebol - Série B: 1997